# Optioservus heteroclitus
Optioservus heteroclitus là một loài bọ cánh cứng trong họ Elmidae. Loài này được White miêu tả khoa học năm 1978.